# Hans Alser
Hans Alser (Borås, 23 gennaio 1942 – Stoccolma, 15 gennaio 1977) è stato un tennistavolista svedese. In seguito fu allenatore della nazionale tedesca occidentale (1971–1974) e svedese (1974–1977).